# Alexx Wesselsky
Alexander "Alexx" Wesselsky is de zanger van de band Eisbrecher. In het verleden zong hij voor de band Megaherz.
Alexx was in 1993 mede verantwoordelijk voor de oprichting van Megaherz, hij schreef teksten, componeerde nummers en zong voor deze formatie. In 2002 verliet Alexx de band en werd vervangen door Mathias Elsholz. Naast Megaherz was hij sinds 1999 ook actief als studiozanger en tekstschrijver voor verschillende onafhankelijke projecten.
De voornemens om iets nieuws op te zetten met een harde sound zonder metal-clichés resulteerden in 2002 in een samenwerkingsproject met ex-Megaherz Noel Pix met de naam Eisbrecher.

## Discografie

### Eisbrecher
- 2008: Sünde (album)
- 2006: Antikörper (album)
- 2006: Vergissmeinnicht (single)
- 2006: Leider (single)
- 2004: Eisbrecher
- 2003: Fanatica (single)
- 2003: Mein Blut (single)

### Megaherz
- 2003: I (Amerikaanse heruitgave van Wer Bist Du?)
- 2002: Herzwerk II
- 2001: Querschnitt (compilatie)
- 2001: Freiflug (dvd)
- 2000: Himmelfahrt
- 2000: Himmelfahrt (single)
- 1999: Freiflug (single)
- 1998: Kopfschuss
- 1998: Rock me Amadeus (single)
- 1998: Liebestöter (single)
- 1997: Wer Bist Du?
- 1997: Gott sein (single)
- 1995: Herzwerk (demo)

### Compilaties
- 2005: Radio Goethe: German bands Vol. IV (Königin der Nacht) - (2005)
- 2004: Radio Goethe: German bands Vol. III (Es brennt) - (2004)
- 2003: Radio Goethe: German bands Vol. II (Herzblut) - (2003)
- ####: Goethe goes to college Radio (Beiß' mich)
- ####: Annihilation & Seduction (Perfekte Droge)

### Gastoptredens
- IFF (Vocals) -  Königin der Nacht